# Santa Cruz Ocotzocuautla
Santa Cruz Ocotzocuautla är en ort i Mexiko.   Den ligger i kommunen Santa María Teopoxco och delstaten Oaxaca, i den sydöstra delen av landet, 260 km sydost om huvudstaden Mexico City. Santa Cruz Ocotzocuautla ligger 2 023 meter över havet och antalet invånare är 150.
Terrängen runt Santa Cruz Ocotzocuautla är kuperad österut, men västerut är den bergig. Runt Santa Cruz Ocotzocuautla är det ganska tätbefolkat, med 144 invånare per kvadratkilometer. Närmaste större samhälle är San Gabriel Casa Blanca, 17,1 km väster om Santa Cruz Ocotzocuautla. Omgivningarna runt Santa Cruz Ocotzocuautla är en mosaik av jordbruksmark och naturlig växtlighet.